# Désilience
 (janvier 2024).
La mise en forme du texte ne suit pas les recommandations de Wikipédia : il faut le « wikifier ».
Les points d'amélioration suivants sont les cas les plus fréquents :
- Les titres sont pré-formatés par le logiciel. Ils ne sont ni en capitales, ni en gras.
- Le texte ne doit pas être écrit en capitales (les noms de famille non plus), ni en gras, ni en italique, ni en « petit »…
- Le gras n'est utilisé que pour surligner le titre de l'article dans l'introduction, une seule fois.
- L'italique est rarement utilisé : mots en langue étrangère, titres d'œuvres, noms de bateaux, etc.
- Les citations ne sont pas en italique mais en corps de texte normal. Elles sont entourées par des guillemets français : « et ».
- Les listes à puces sont à éviter, des paragraphes rédigés étant largement préférés. Les tableaux sont à réserver à la présentation de données structurées (résultats, etc.).
- Les appels de note de bas de page (petits chiffres en exposant, introduits par l'outil «  Source ») sont à placer entre la fin de phrase et le point final[comme ça].
- Les liens internes (vers d'autres articles de Wikipédia) sont à choisir avec parcimonie. Créez des liens vers des articles approfondissant le sujet. Les termes génériques sans rapport avec le sujet sont à éviter, ainsi que les répétitions de liens vers un même terme.
- Les liens externes sont à placer uniquement dans une section « Liens externes », à la fin de l'article. Ces liens sont à choisir avec parcimonie suivant les règles définies. Si un lien sert de source à l'article, son insertion dans le texte est à faire par les notes de bas de page.
- La présentation des références doit suivre les conventions bibliographiques. Il est recommandé d'utiliser les modèles {{Ouvrage}}, {{Chapitre}}, {{Article}}, {{Lien web}} et/ou {{Bibliographie}}. Le mode d'édition visuel peut mettre en forme automatiquement les références.
- Insérer une infobox (cadre d'informations à droite) n'est pas obligatoire pour parachever la mise en page.

Pour une aide détaillée, merci de consulter Aide:Wikification.
Si vous pensez que ces points ont été résolus, vous pouvez retirer ce bandeau et améliorer la mise en forme d'un autre article.
La désilience est un processus en psychologie qui définit l’inaptitude d'un sujet à dépasser un  traumatisme psychique, pire encore à s’effondrer ou développer des conduites relationnelles viciées.

## Historique du concept

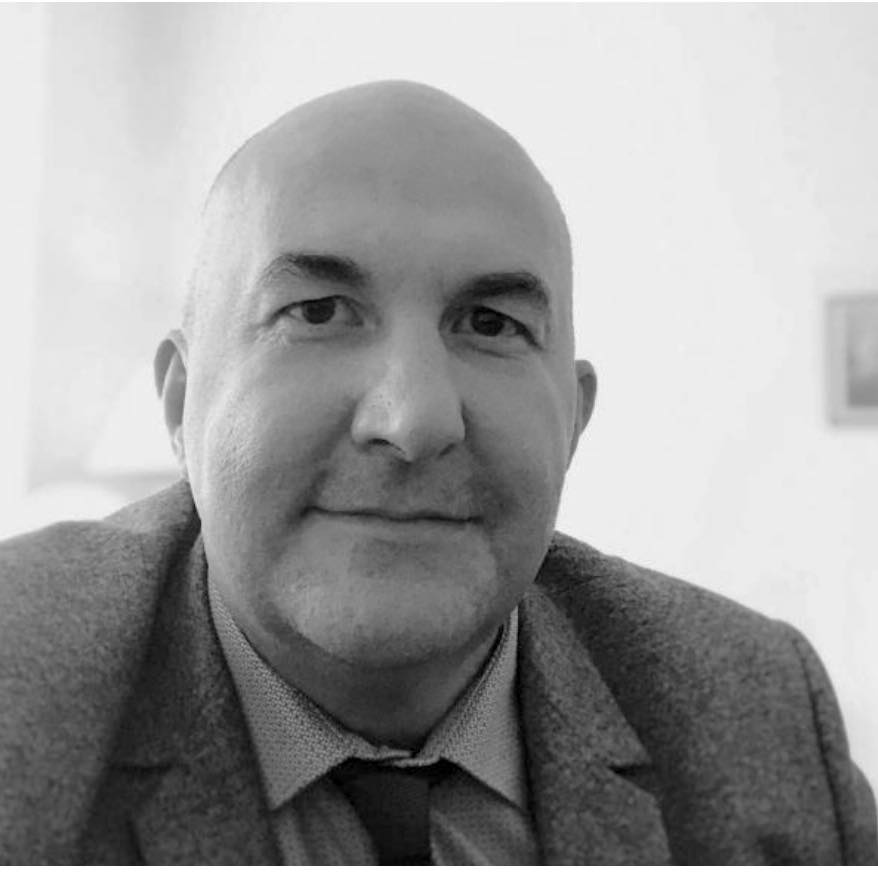
Nicolas Sajus

Entre 2008 et 2010, Nicolas Sajus analyse ce qu'il nommera « la défaillance ou l'envers de la résilience (psychologie) » dans son mémoire en clinique familiale à l'université Paris 8 - Vincennes Saint-Denis: « La résilience: «En-JE» d'un processus au niveau conjugal et familial ». Il dépeint les mécanismes psychiques adaptatifs au traumatisme qui font freins, limites, créant même une impossibilité «au modelage du processus de résilience » selon ses termes. Loin de la résilience, il y développe les enjeux intrafamiliaux de posture victimaire, de perversion relationnelle et la répétition de violences au plan intergénérationnel. ll entre en doctorat sous la direction de la professeure Dominique Groux, doyenne de la Faculté d'Éducation à l'Institut catholique de Paris et poursuit ses recherches. Sur cette même période, Nicolas Sajus travaille avec Boris Cyrulnik, et fait la rencontre des professeurs Jean-Pierre Pourtois et Huguette Desmet de l'université de Mons-Hainaut en Belgique qui seront membres du jury de sa première thèse à l'université de Guyane . Ils interrogent le néologisme désilience en regard de leurs travaux sur la maltraitance des enfants. Les deux universitaires associés à Bruno Humbeeck citent le terme en 2012.

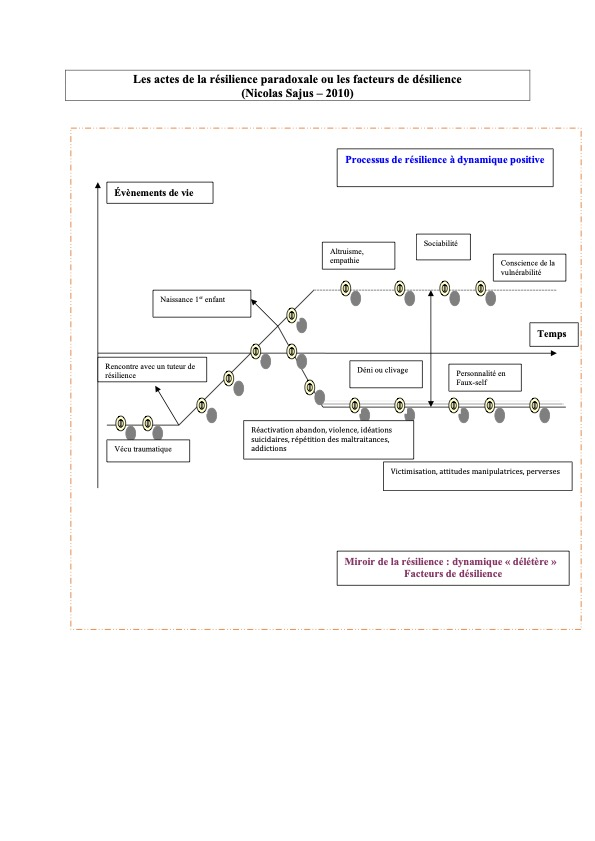
Les facteurs de désilience (Nicolas Sajus - 2010)

Lors de la journée du 15 janvier 2013 à Paris : « Attachement, résilience et culture », en présence dans l'assemblée de Jean-Pierre Pourtois et Huguette Desmet, Nicolas Sajus expose sa communication intitulée : « résilience - désilience : considérations méthodologiques et constructivistes ». Il dialectise le processus de résilience entre ce qu'il modélise comme une dynamique positive, et son miroir, qu'il définira comme « les actes de la résilience paradoxale ou les facteurs de désilience » dans une dynamique délétère du sujet. Ses travaux épistémologiques de recherches, s'appuient sur des études longitudinales du psychotraumatisme qu'il réalise et l'observation clinique des voies électives qu'emprunte le sujet aussi bien au plan individuel, familial et communautaire.
Il sera chercheur aux Antilles et étudiera les conséquences de l'esclavage sur la population. Expert à la Cour pénale internationale (CPI) de La Haye, aux Pays-Bas, son cadre d'exercice s'inscrit dans l'évaluation psychologique d'enfants et de peuples victimes de crimes contre l'humanité.

## Processus
Le mot résilience rencontre aujourd’hui un succès considérable notamment en France. Serge Tisseron sera le premier à développer les travaux de Glen Richardson  (2002) concernant la troisième vague de la résilience qui fait rupture avec les autres approches, en considérant la résilience comme une aptitude liée à des caractéristiques personnelles en partie innées, mais qui est aussi influencée par l’environnement. Cette perspective présente un avantage considérable par rapport aux précédentes : chacun construit « sa » résilience, et on ne sait jamais comment elle va se manifester chez une personne à un moment donné. Aussi, il est à accepter que les chemins empruntés par certaines personnes sur la voie de leur reconstruction puissent surprendre. Cette troisième approche trouvera un appui dans les travaux actuels des neurosciences sur la plasticité neuronale et psychique. Dès 2002, les diverses significations du mot « résilience » étaient donc précisées. En France, il a existé une confusion complète de l’ensemble des définitions, néanmoins un succès médiatique a suivi.
La  pandémie du COVID en 2020 aura magnifié le terme de résilience offrant une visibilité jamais acquise au plan médiatique. Pas un article, pas un discours dans lesquels elle ne soit rappelée comme une essence presque ontologique. L’adversité face au coronavirus serait sauvée par une résilience collective. Cette dynamique s’inscrit bien loin du concept original et de la pensée américaine devenant en France et en Europe une pensée magique.
Les interactions actuelles avec la violence, les maltraitances sexuelles, les affaires de pédophilies, l’inceste, etc., réinterrogent ce concept. En ce sens, la plupart des sujets ne dépassent pas la perspective traumatique, au contraire, ils peuvent même s’en nourrir via des enjeux d’échecs, de ratés qui induisent des aménagements de leur personnalité qui seront manipulateurs en miroir à l’évolution sociétale (Sajus, N., 2022). À l’aune d’une société en crise, individualiste, hédoniste (entrainant un relativisme éthique), consumériste, néo-libérale, la résilience est à un véritable tournant où elle est grandement menacée. En effet, on ne peut envisager la résilience individuelle sans la résilience collective eu égard à un monde de la postmodernité enclin au chaos. Aussi, que ce soit le sujet, comme certaines politiques, des enjeux psychopathologiques émergent à l’instar de comportements malsains, pervers.
Dans la démarche de désilience, le sujet serait un « mort vivant »: vivant au plan physique, physiologique, mais mort au plan psychique tant les répercussions traumatiques le terrassent.  Il est en perdition de lui-même et répète comme une forme de compulsion à la répétition pour se guérir ou le croire, mais en réalité il ne s’agit que d’une destructivité mortifère. Nicolas Sajus décrit le processus de désilience comme une conséquence de plusieurs facteurs : la dérégulation et la défaillance de la coopération du monde politique, la déliaison des liens sociaux (travail, malaise social, rituels de passage, famille), et la désubjectivation du sujet.
Une thèse doctorale est soutenue à l'université de Toulouse 2, par Wiam Bouaziz en juillet 2021 concernant la résilience et la désilience dans le cadre d'une perspective à la fois addictive (l'alcoolisme) et insulaire.
Ce concept est en écho à la notion de « capabilité » (anglicisme), de l'anglais « capability » qui connut d’importants développements avec les travaux de la philosophe Martha Nussbaum.
La première publication de Nicolas Sajus sur la désilience parait en novembre 2024. Son ouvrage est traduit en italien la même année.